# FC 튜멘
FC 튜멘(러시아어: Футбольный клуб «Тюмень», 영어: FC Tyumen)은 1961년에 창단된 러시아의 축구 클럽으로, 튜멘을 연고로 하고 있다. 과거 러시아 프리미어리그에도 참가했으나, 현재는 2부 리그인 러시아 풋볼 내셔널 리그에 참가하고 있다.

## 선수 명단

### 현역
참고: FIFA 자격 규정에 따라 소속된 국가대표팀 국기를 표시합니다. 선수는 복수의 FIFA 비회원국 국적을 가지고 있을 수 있습니다.
| 번호 | 포지션 | 국적 | 이름                  |
| ---- | ------ | ---- | --------------------- |
| 24   | MF     |      | 알렉산드르 코로타예프 |

| 번호 | 포지션 | 국적 | 이름 |
| ---- | ------ | ---- | ---- |